# Барлоу, Доминик
Доминик Барлоу (англ. Dominick Barlow; род. 26 марта 2003 года, Хакенсак, Нью-Джерси) — американский баскетболист, выступающий на позиции тяжёлого форварда. Игрок клуба НБА «Атланта Хокс», также выступающий за его команду Джи-Лиги НБА «Колледж-Парк Скайхокс».

## Старшая школа
Доминик Барлоу родился 26 марта 2003 года в Хакенсаке, штат Нью-Джерси, вырос в Дюмонте. Учился в подготовительной школе Святого Джозефа в Филадельфии, где играл в баскетбол, но имел ограниченное игровое время. Спустя год после поступления он вернулся в Дюмонт, переведясь в старшую школу Дюмонта, где продолжил выступать. В 11-м классе стал ведущим игроком команды, набирал в среднем 23,3 очка и 12,6 подборов за игру. В своём выпускном году, который из-за пандемии COVID-19 был ограничен восемью играми, в среднем за игру набирал 27,6 очков, 17 подборов, 3,1 передачи и 2,6 блок-шота, был признан игроком года в Северном Джерси. Также выступал за «Нью-Йорк Ренс» в Элитной молодежной баскетбольной лиге, с которыми дошёл до полуфинала плей-офф. Барлоу оценивался университетскими скаутами на четыре звезды из пяти и намеревался отыграть сезон в Бриджтонской академии, прежде чем продолжить профессиональную карьеру.

## Профессиональная карьера
2 сентября 2021 года подписал контракт с командой новообразованной лиги Овертайм Элит «Тим Овертайм». В среднем за сезон набирал 14,8 очков и 5,9 подборов за игру. Выставлялся на драфт НБА 2022 года, но был не выбран. 13 июля подписал двухсторонний контракт c «Сан-Антонио Спёрс», став первым игроком Овертайм Элит, попавшим в ростер команды НБА. В составе «Спёрс» играл в Летней лиге. В НБА дебютировал 2 ноября в матче против «Торонто Рэпторс», набрав 2 очка, подбор и 3 передачи за 10 минут. Также выступал за аффилированный клуб Джи-Лиги «Остин Спёрс». 28 января 2023 года в игре с «Рио-Гранде Вэллей Вайперс» оформил карьер-хай, набрав 32 очка, 10 подборов и 3 блока. 2 апреля впервые оформил дабл-дабл в НБА, набрав 12 очков и 10 подборов в матче против «Сакраменто Кингз», а спустя неделю, в финальной игре сезона с «Даллас Мэверикс» оформил карьер-хай в лиге, набрав 21 очко и 19 подборов.
27 июля 2023 года переподписал двухсторонний контракт на следующий сезон. В составе «Остина» провёл 12 игр, в среднем набирая 25,2 очков и 7,8 подборов, и был вызван на Матч всех звёзд лиги. 2 марта 2024 года переподписал контракт, заменив его на стандартный. Тем не менее, 30 июля подписал двухсторонний контракт с «Атланта Хокс», продолжив играть в Джи-Лиге уже за «Колледж-Парк Скайхокс». Дебютировал за «Атланту» 4 ноября в игре с «Нью-Орлеан Пеликанс», проведя на паркете две минуты и не отличившись результативными действиями.

## Статистика

### Статистика в НБА
| Сезон                                                                                    | Команда     | Регулярный сезон | Регулярный сезон | Регулярный сезон | Регулярный сезон | Регулярный сезон | Регулярный сезон | Регулярный сезон | Регулярный сезон | Регулярный сезон | Регулярный сезон | Регулярный сезон | Серия плей-офф | Серия плей-офф | Серия плей-офф | Серия плей-офф | Серия плей-офф | Серия плей-офф | Серия плей-офф | Серия плей-офф | Серия плей-офф | Серия плей-офф | Серия плей-офф |
| Сезон                                                                                    | Команда     | GP               | GS               | MPG              | FG%              | 3P%              | FT%              | RPG              | APG              | SPG              | BPG              | PPG              | GP             | GS             | MPG            | FG%            | 3P%            | FT%            | RPG            | APG            | SPG            | BPG            | PPG            |
| ---------------------------------------------------------------------------------------- | ----------- | ---------------- | ---------------- | ---------------- | ---------------- | ---------------- | ---------------- | ---------------- | ---------------- | ---------------- | ---------------- | ---------------- | -------------- | -------------- | -------------- | -------------- | -------------- | -------------- | -------------- | -------------- | -------------- | -------------- | -------------- |
| 2022/23                                                                                  | Сан-Антонио | 28               | 0                | 14,6             | 53,5             | 0,0              | 72,0             | 3,6              | 0,9              | 0,4              | 0,7              | 3,9              | Не участвовал  | Не участвовал  | Не участвовал  | Не участвовал  | Не участвовал  | Не участвовал  | Не участвовал  | Не участвовал  | Не участвовал  | Не участвовал  | Не участвовал  |
| 2023/24                                                                                  | Сан-Антонио | 33               | 1                | 12,7             | 49,6             | 33,3             | 69,0             | 3,4              | 1,1              | 0,4              | 0,4              | 4,4              | Не участвовал  | Не участвовал  | Не участвовал  | Не участвовал  | Не участвовал  | Не участвовал  | Не участвовал  | Не участвовал  | Не участвовал  | Не участвовал  | Не участвовал  |
|                                                                                          | Всего       | 61               | 1                | 13,6             | 51,3             | 23,1             | 70,1             | 3,5              | 1,0              | 0,4              | 0,5              | 4,2              | Не участвовал  | Не участвовал  | Не участвовал  | Не участвовал  | Не участвовал  | Не участвовал  | Не участвовал  | Не участвовал  | Не участвовал  | Не участвовал  | Не участвовал  |
| Наведите курсор мыши на аббревиатуры в заголовке таблицы, чтобы прочесть их расшифровку. |             |                  |                  |                  |                  |                  |                  |                  |                  |                  |                  |                  |                |                |                |                |                |                |                |                |                |                |                |